# Farmer (Dacota do Sul)
Farmer é uma cidade  localizada no estado norte-americano de Dakota do Sul, no Condado de Hanson.

## Demografia
Segundo o censo norte-americano de 2000, a sua população era de 18 habitantes.
Em 2006, foi estimada uma população de 21, um aumento de 3 (16.7%).

## Geografia
De acordo com o United States Census Bureau tem uma área de
0,2 km², dos quais 0,2 km² cobertos por terra e 0,0 km² cobertos por água. Farmer localiza-se a aproximadamente 425 m acima do nível do mar.

## Localidades na vizinhança
O diagrama seguinte representa as localidades num raio de 24 km ao redor de Farmer.